# Pleines-Œuvres
Pleines-Œuvres era una comuna francesa, que estaba situada en el departamento de Calvados, de la región de Normandía.

## Historia
En 1973 pasó a ser una comuna asociada de la comuna de Pont-Farcy.
En 2018 fue suprimida al pasar la comuna de Pont-Farcy a formar parte de la comuna nueva de Tessy-Bocage.

## Demografía
| Gráfica de evolución demográfica de Pleines-Œuvres entre 1800 y 2015 |
|                                                                      |

Los datos demográficos contemplados en este gráfico de la comuna de Pleines-Œuvres se han cogido de la página francesa EHESS/Cassini, y los demás datos de la página del INSEE.